# لاهور
لاهور () یکی از شهرهای جمهوری اسلامی پاکستان و مرکز ایالت پنجاب این کشور است.
این شهر پس از کراچی دومین شهر بزرگ پاکستان محسوب می‌شود.
شهر لاهور یکی از بزرگ‌ترین شهرهای پاکستان است و در افکار مردم به عنوان قلب پاکستان مطرح می‌گردد. ریشهٔ تاریخ خلقت در پاکستان به همین شهر بازمی‌گردد و نیز محیطی فرهنگی دارد. کارشناسان ثروت و آموزش و پرورش در میان شهرهای پاکستان بیشتر این شهر را انتخاب می‌نمایند و در این شهر مسکن می‌گزینند؛ چرا که هم برای درآوردن پول محیطی بازرگانی و هم برای آموزش محیطی فرهنگی دارد.
شهر لاهور بیشتر اوقات باغ شهر خوانده می‌شود و نیز میراث امپراتوری مغولی هند در این شهر بر جای مانده است. این شهر مکانی در نزدیکی رودخانه‌های راوی و وگاه است و به همین دلیل باغات سرسبز و زیبای فراوانی دارد. شهر لاهور به دلیل قرار گرفتن در مرز جمهوری اسلامی پاکستان با هند از اهمیت ویژه‌ای برخوردار است.
تعدادی اندکی دانشجوی ایرانی در دانشگاه مهندسی لاهور (دانشگاه UET) و پزشکی پنجاب مشغول به تحصیل می‌باشند.

## جغرافیا
شهر لاهور در ۳۱°۴۵′ شمال عرض جغرافیایی و ۷۴°۳۹′ شرق طول جغرافیایی قرار گرفته است.
این شهر از سمت شمال و غرب به ناحیه شیخ اوپورا، از سمت جنوب به ناحیه کاسور و از سمت شرق به رودخانه وگاه محدود شده است.
رودخانه راوی که در شمال لاهور جریان دارد، سنگ‌های رسوبی فراوانی را به وجود آورده است و در این منطقه منظره‌ای بسیار زیبا حاکم شده است. گرداگرد شهر لاهور ۴۰۴ کیلومتر مربع می‌باشد.

## اقلیم
آب و هوای لاهور در طی ماه‌های می، ژوئن و ژوئیه خیلی گرم است. وقتی که درجهٔ گرما در این شهر زیاد می‌شود، به ۴۰ تا ۴۵ درجهٔ سانتی گراد می‌رسد.
در اوت باد موسمی بر لاهور می‌وزد. بارش سنگین باران کل شهر و حتی استان را در این ماه فرا می‌گیرد. دسامبر، ژانویه و فوریه سردترین ماه‌های لاهور هستند.
| درجه گرما (ژانویه ۲۰۰۷) | ژانویه | فوریه | مارس | آوریل | مه | ژوئن | ژوئیه | اوت | سپتامبر | اکتبر | نوامبر | دسامبر | سالیانه |
| حد اکثر (°C)            | ۲۷     | ۲۸    | ۳۵   | ۴۲    | ۴۶ | ۴۸   | ۴۶    | ۴۰  | ۴۰      | ۴۰    | ۳۵     | ۲۸     | ۴۸      |
| حداقل (°C)              | -۱     | ۰     | ۳    | ۱۰    | ۱۵ | ۱۸   | ۱۸    | ۲۰  | ۱۸      | ۸     | ۴      | -۱     | -۱      |

## مناطق و محلات
«هیرا مندی» به معنای «بازار الماس» محله‌ای است در شهر لاهور که دست‌کم، از سیصد سال پیش در آن پایکوبی و آوازخوانی زنان و بازار سکس و تن‌فروشی آزاد بوده است.

## معماری شهر
معماری لاهور بازتاب تاریخ شهر و قابل توجه است و این معماری منحصر به فرد و متنوع است. ساخت مکان‌های اقامتی در زمان امپراتوری مغول‌ها بوده است. در صورتی که ساختمان‌های آن جا بازتاب سلیقه حکومت انگلستان است. معماری آمیخته انگلیسی و اسلامی سبکی است که خیلی از مغول‌ها از آن استفاده می‌کرده‌اند. امروزه لاهور ساختمان‌های نو را نیز در خود جای داده است. طرفداران لاهور در حفظ شهر باستانی و میراث کهنش نقش مهمی را ایفا می‌کنند.

## مشاهیر
- محمد اقبال: ادیب، اندیشمند، و شاعر در زبان‌های اردو و فارسی.
- محمد طاهر القدری: مؤلف اسلامی، شاعر و نویسنده.
- فیض احمد فیض: شاعر در زبان اردو.
- سعادت حسن منتو: نویسنده داستان‌های کوتاه در زبان اردو.
- رودیارد کیپلینگ: رمان‌نویس در زبان انگلیسی، نویسنده.
- باپسی سیدهوا: رمان‌نویس در زبان انگلیسی، نویسنده.
- محسن حمید: رمان‌نویس در زبان انگلیسی، مؤلف.
- شائونا سینگ بالدوین: رمان‌نویس، مؤلف.
- پران نویل: مؤلف.
- محمدتقی خان: نوجوان حافظ و نابغه قرآنی، متولد ۱۹۹۷، مقیم ایران
- واقف لاهوری: شاعر و ادیب در زبان فارسی

## شهرهای خواهرخوانده
شهرهای خواهرخوانده لاهور عبارتند از:
- استانبول، ترکیه، از سال ۱۹۷۵[۲][۳]
- چیتاگونگ، بنگلادش
- شی‌آن، چین، از سال ۱۹۹۲[۲][۳]
- بلگراد، صربستان، از سال ۲۰۰۷[۴]
- بوگوتا، کلمبیا
- بخارا، ازبکستان
- شیکاگو، آمریکا، از سال ۲۰۰۷[۲][۵][۶]
- کویمبرا، پرتغال
- کوردوبا، اسپانیا، از سال ۱۹۹۴[۲][۷]
- دوشنبه، تاجیکستان[۳]
- فاس، مراکش، از سال ۱۹۹۴[۲][۳]
- فرزنو، آمریکا[۳]
- گلاسگو، اسکاتلند، از سال ۲۰۰۶[۲][۳]
- هونسلو، انگلستان
- اصفهان، ایران، از سال ۲۰۰۴[۲]
- کورتریک، بلژیک، از سال ۱۹۹۳[۲]
- کراکوف، لهستان
- مشهد، ایران، از سال ۲۰۰۶[۲][۳]
- ساریون، کره شمالی، از سال ۱۹۸۸[۲]
- سمرقند، ازبکستان، از سال ۱۹۹۵[۲]
- آمل، ایران، از سال ۲۰۱۰[۲][۳]

## نگارخانه

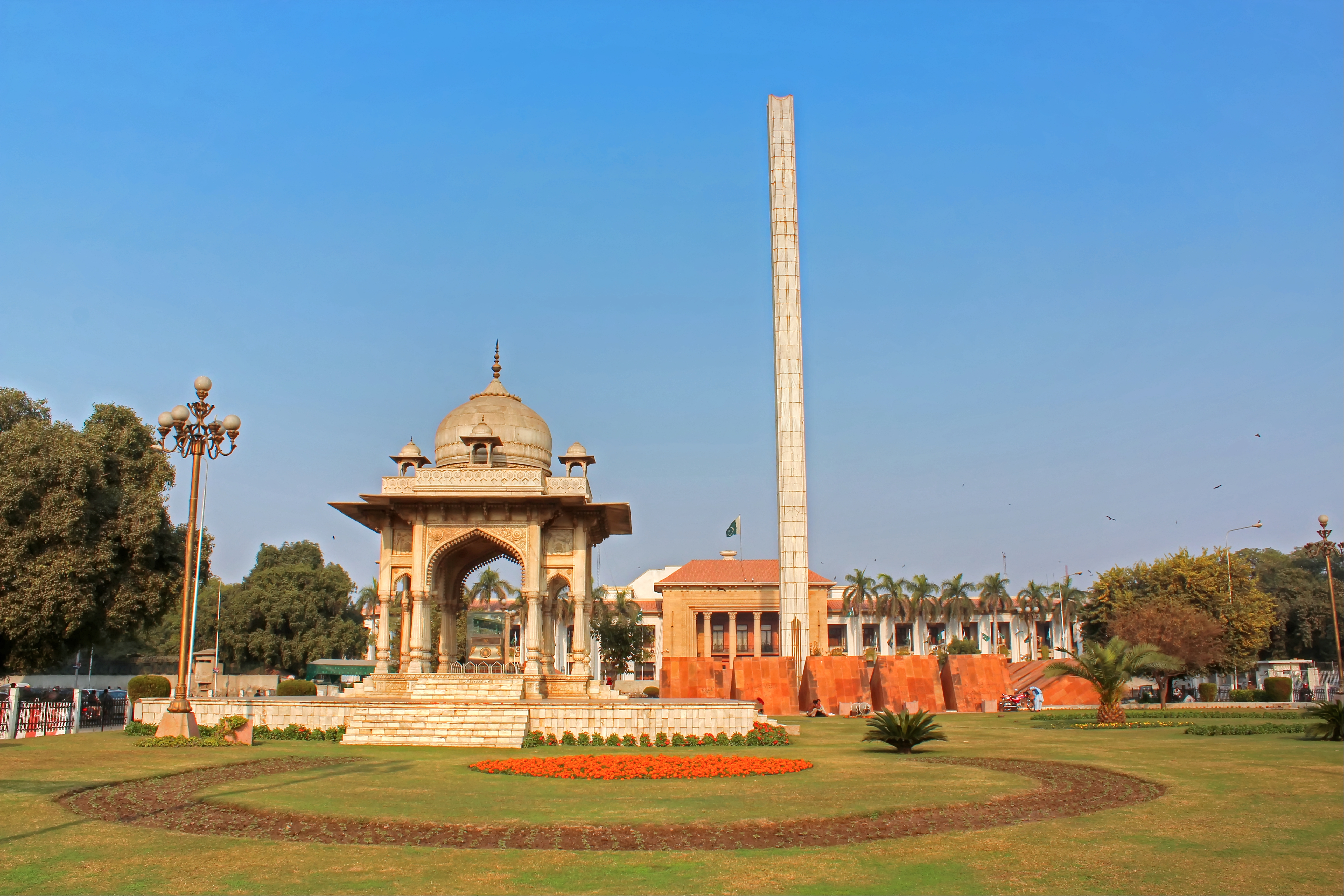
Islamic Summit Minar Charing Cross
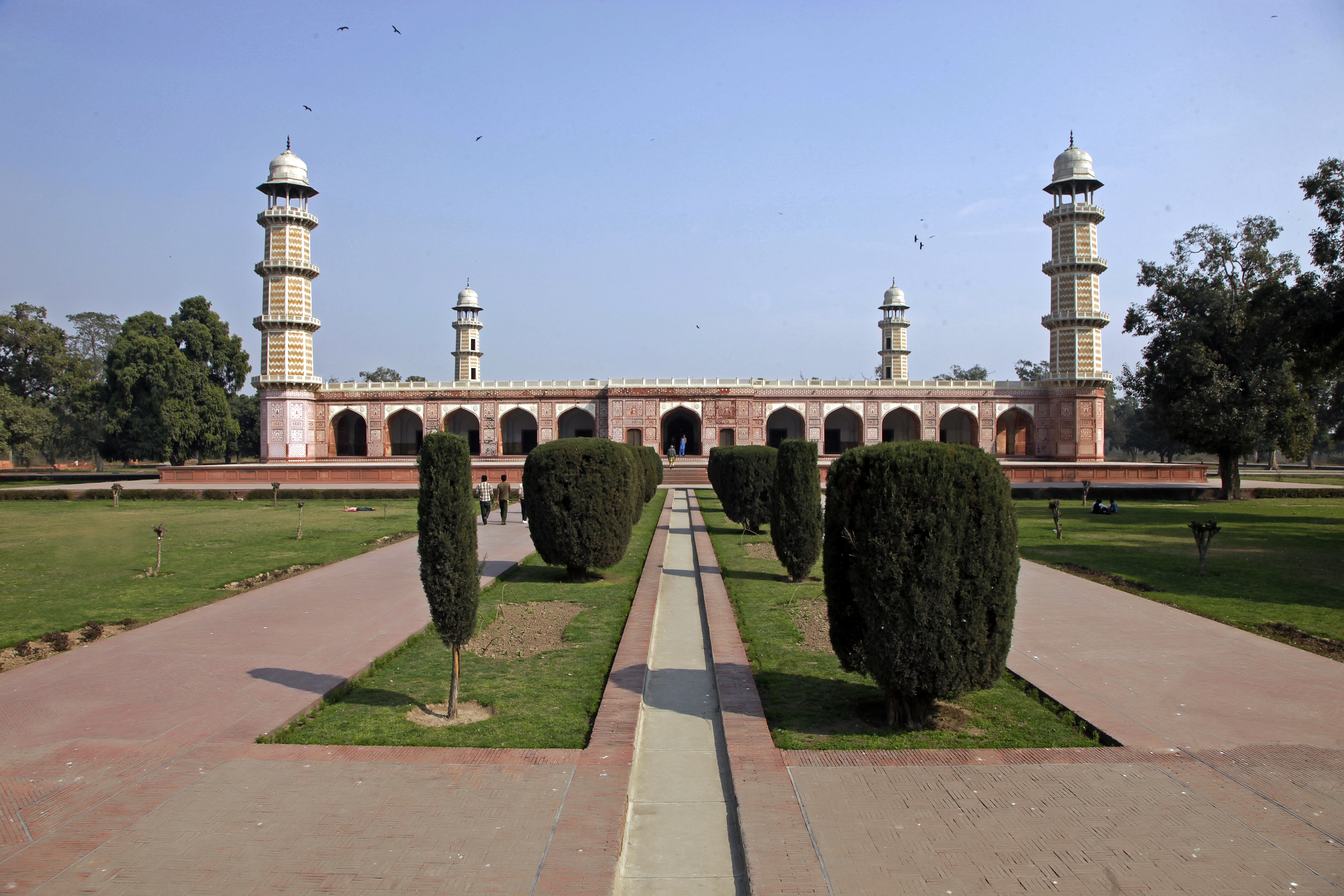
Tomb of Jahangir
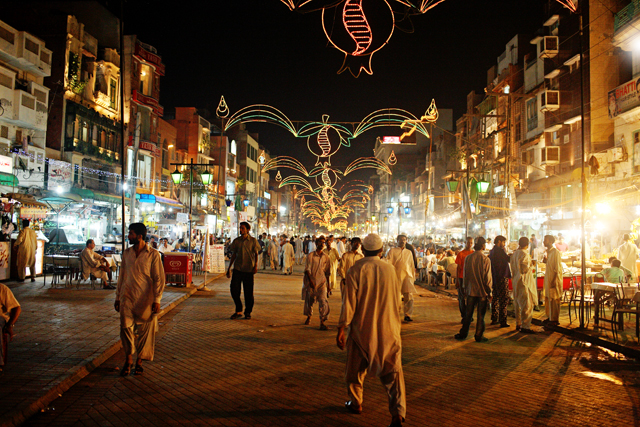
Gawalmandi Food Street
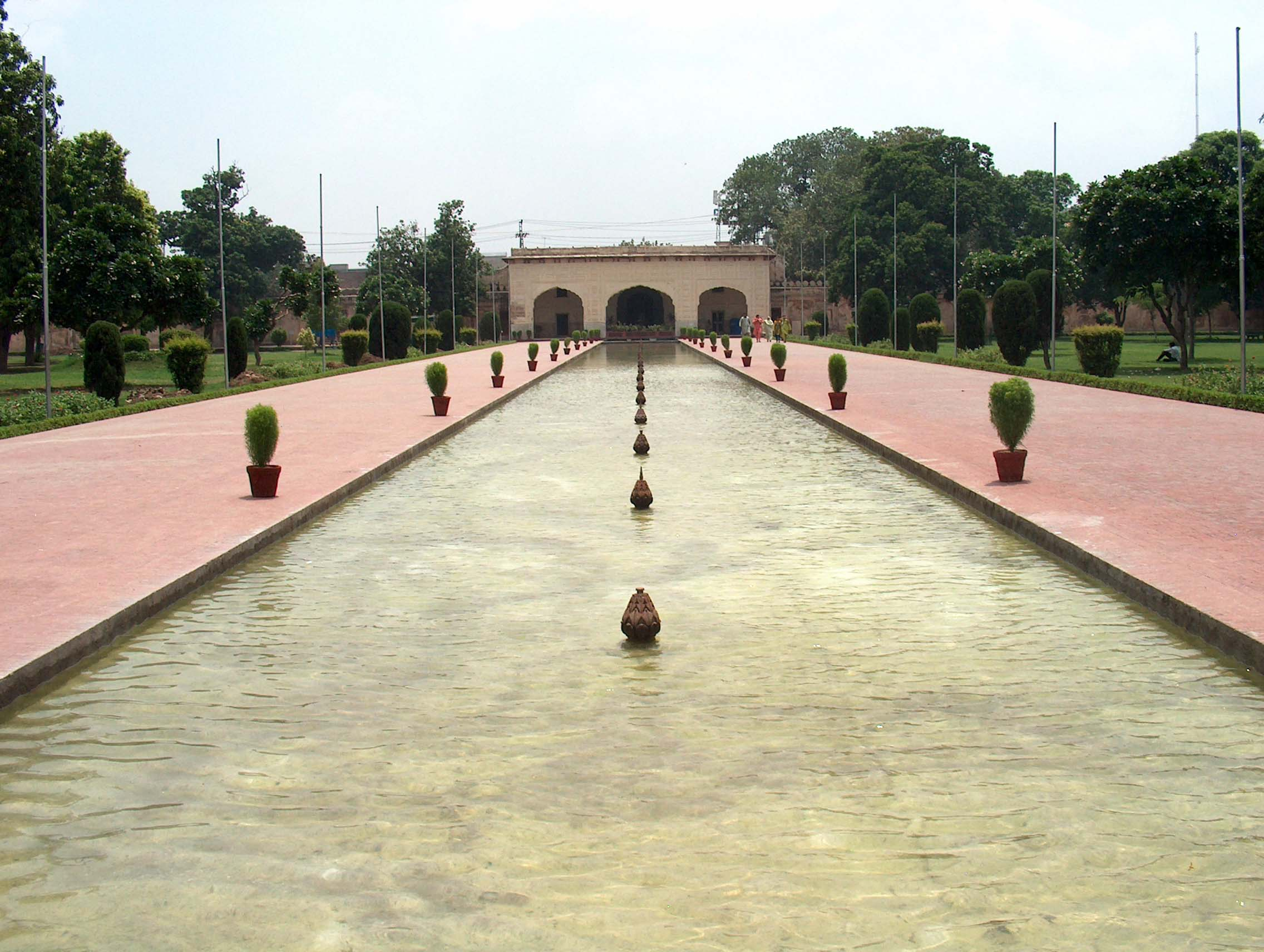
باغ شالیمار is a میراث جهانی یونسکو
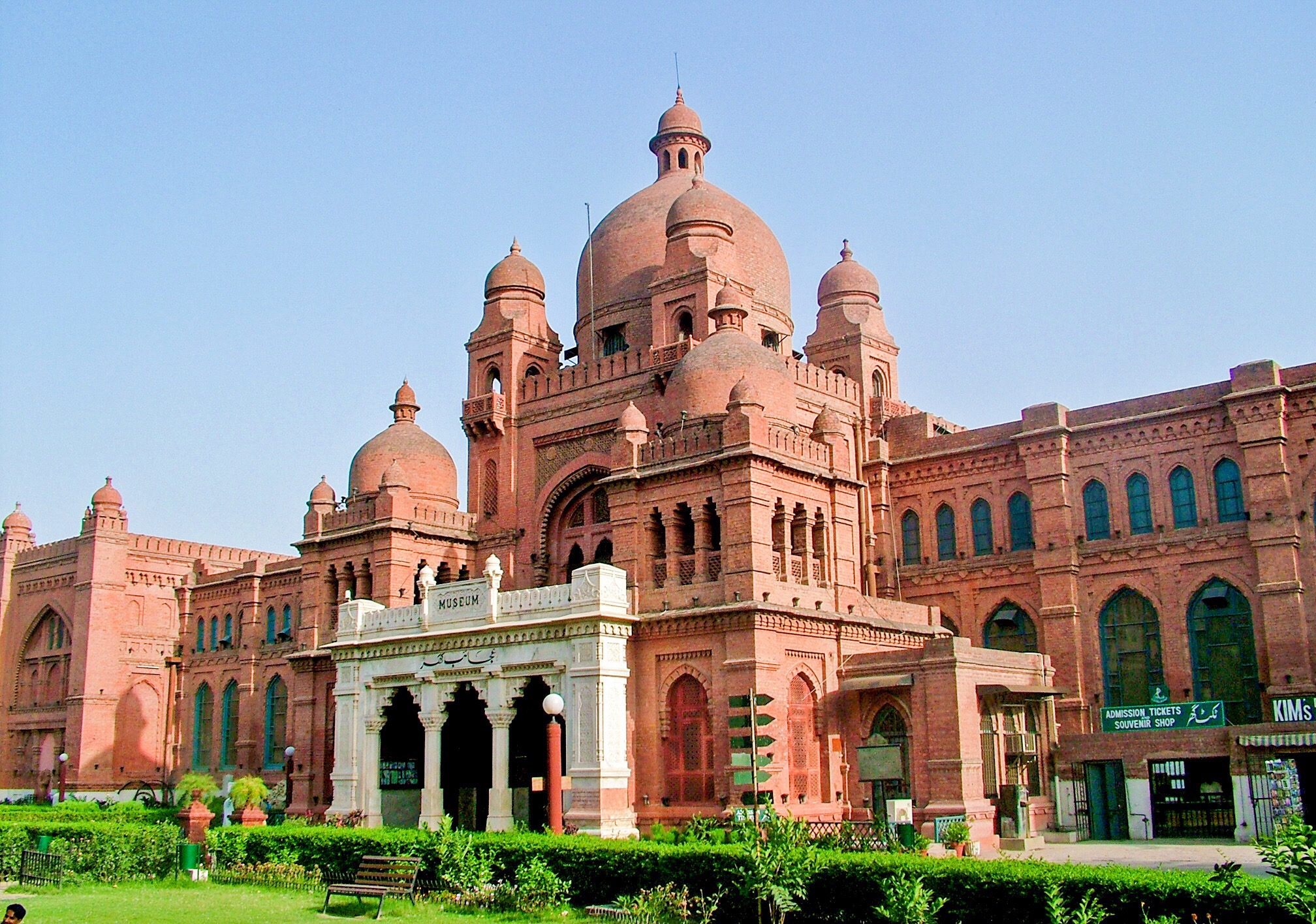
Lahore Museum was established in 1865
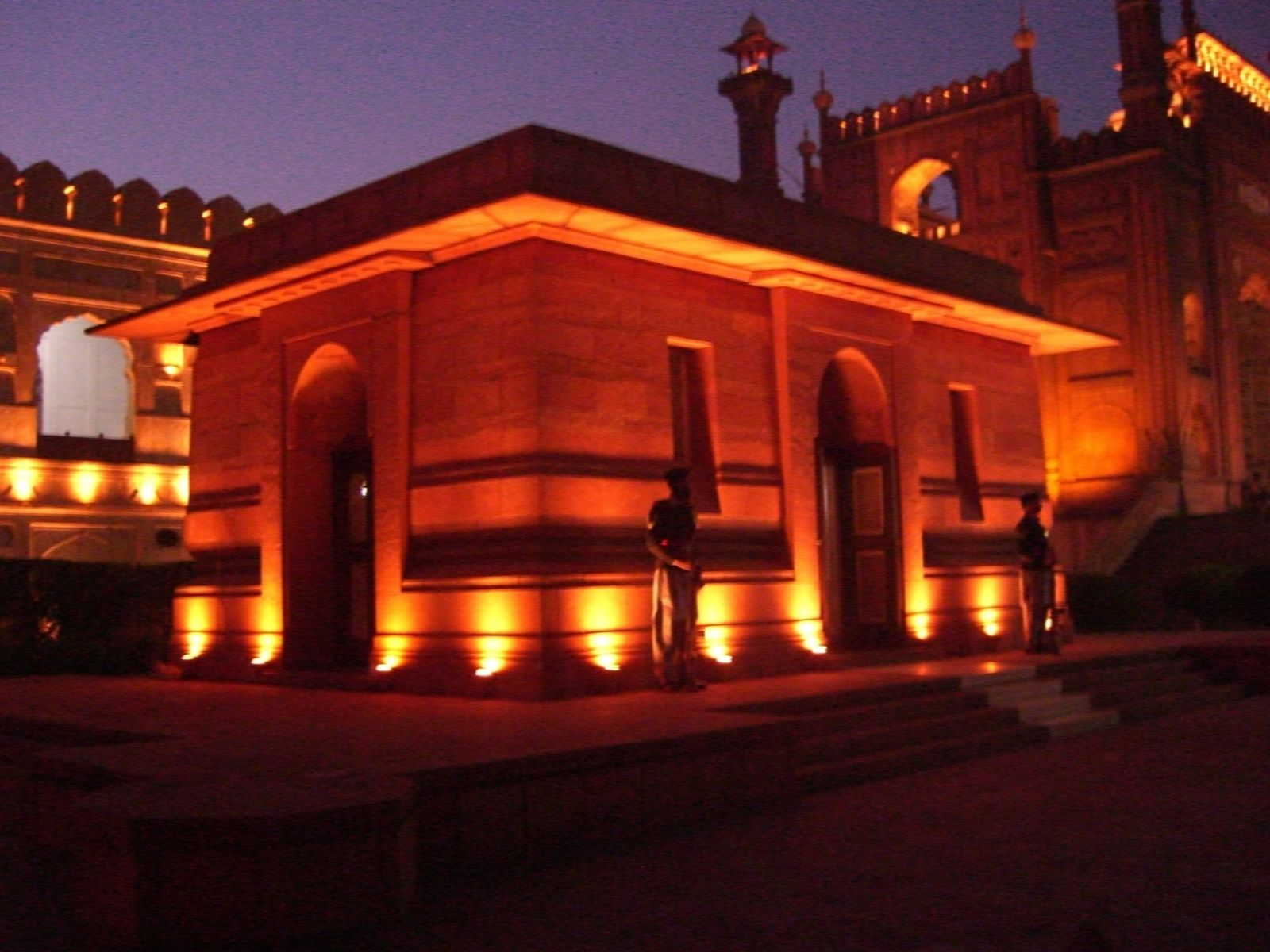
Tomb for اقبال لاهوری
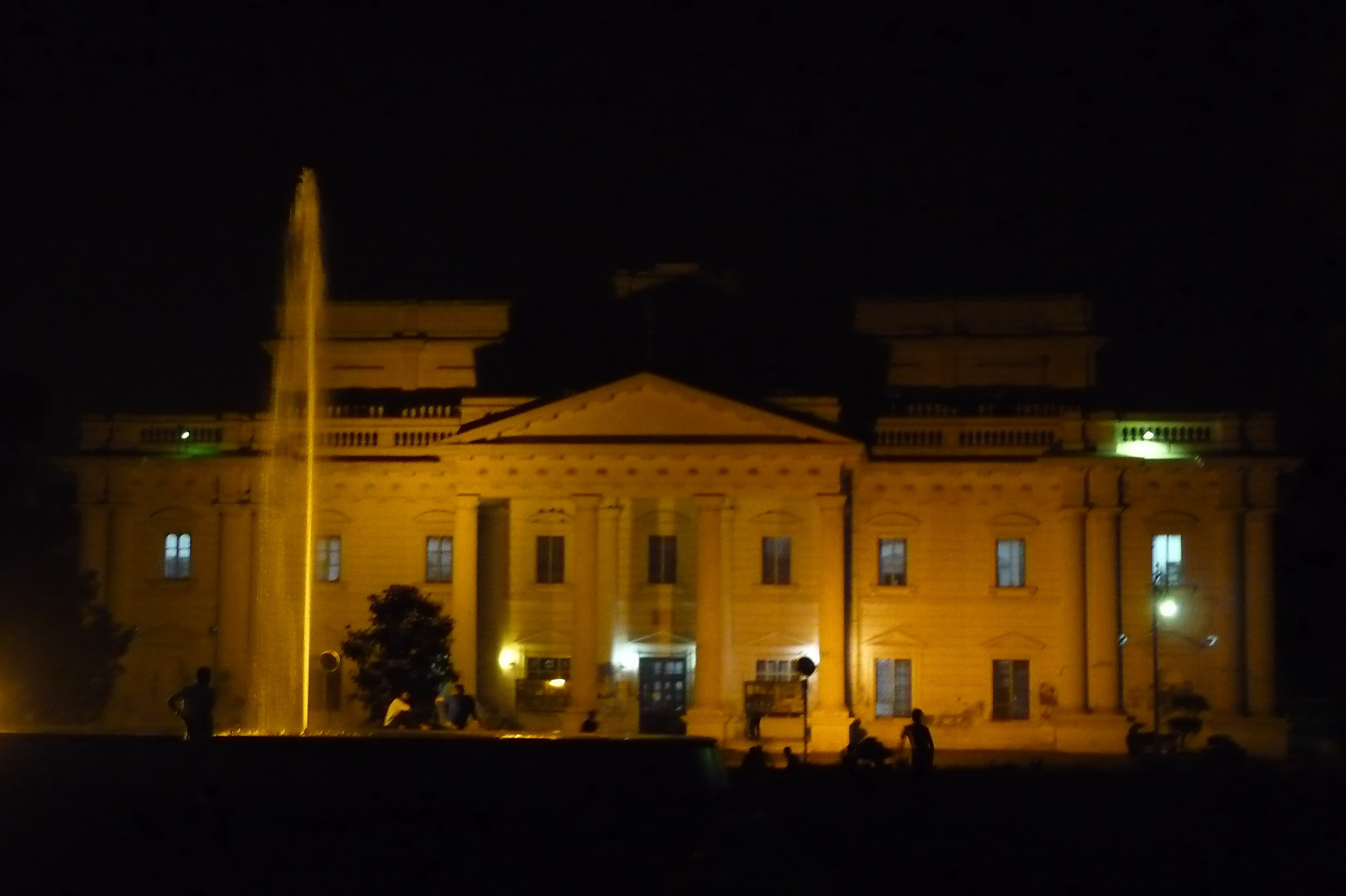
Quaid-e-Azam Library
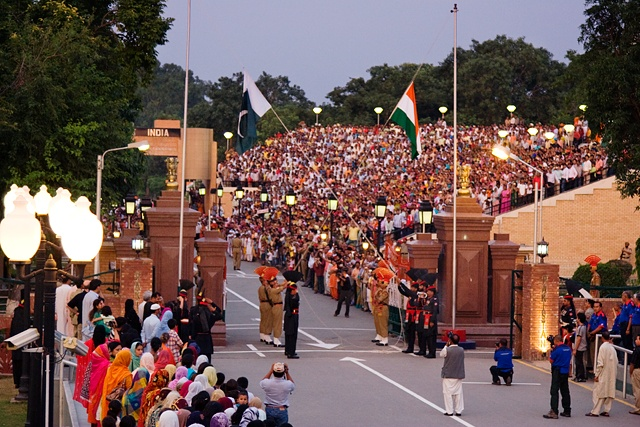
Wagah border ceremony
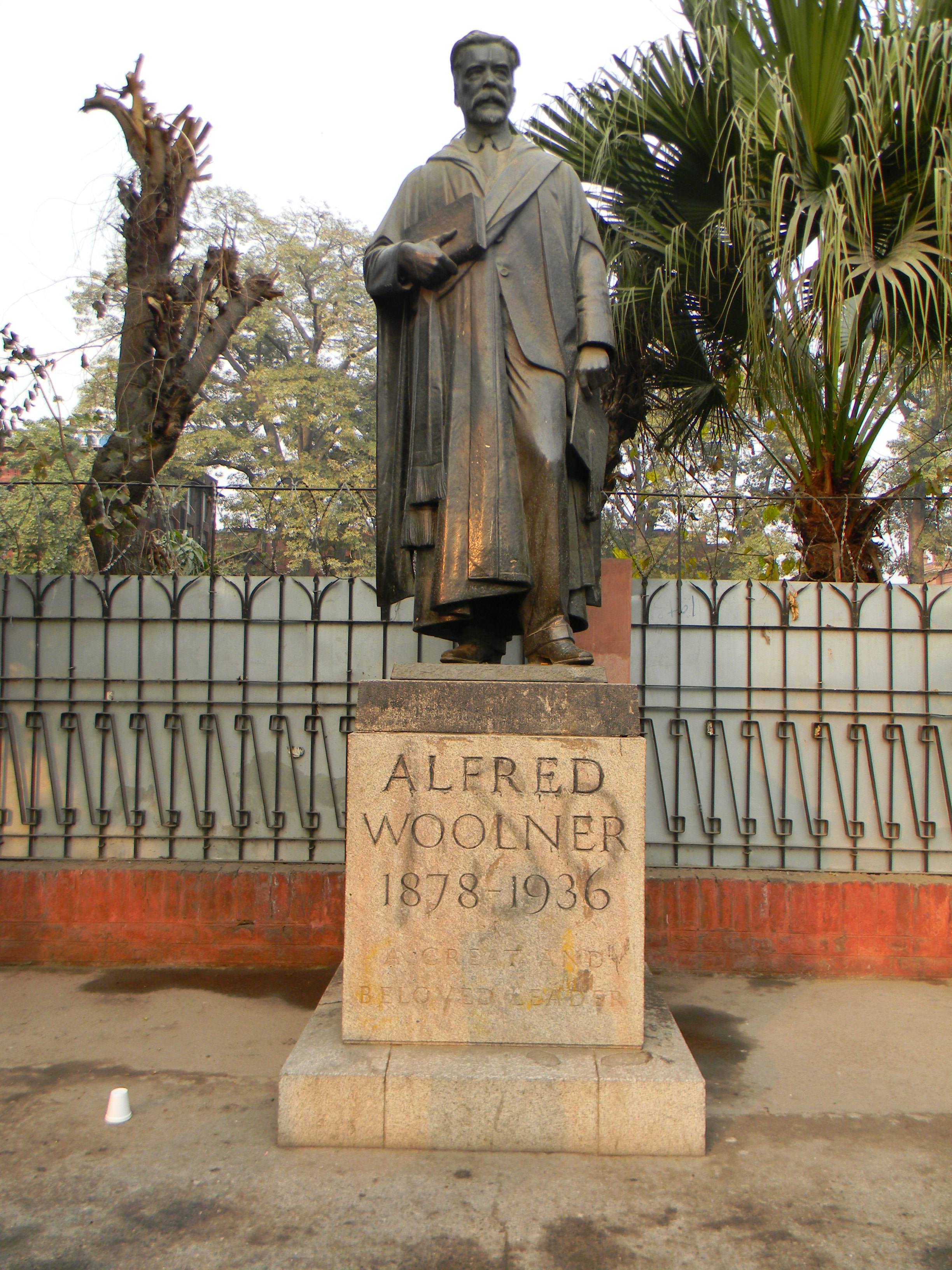
A.C. Woolner statue
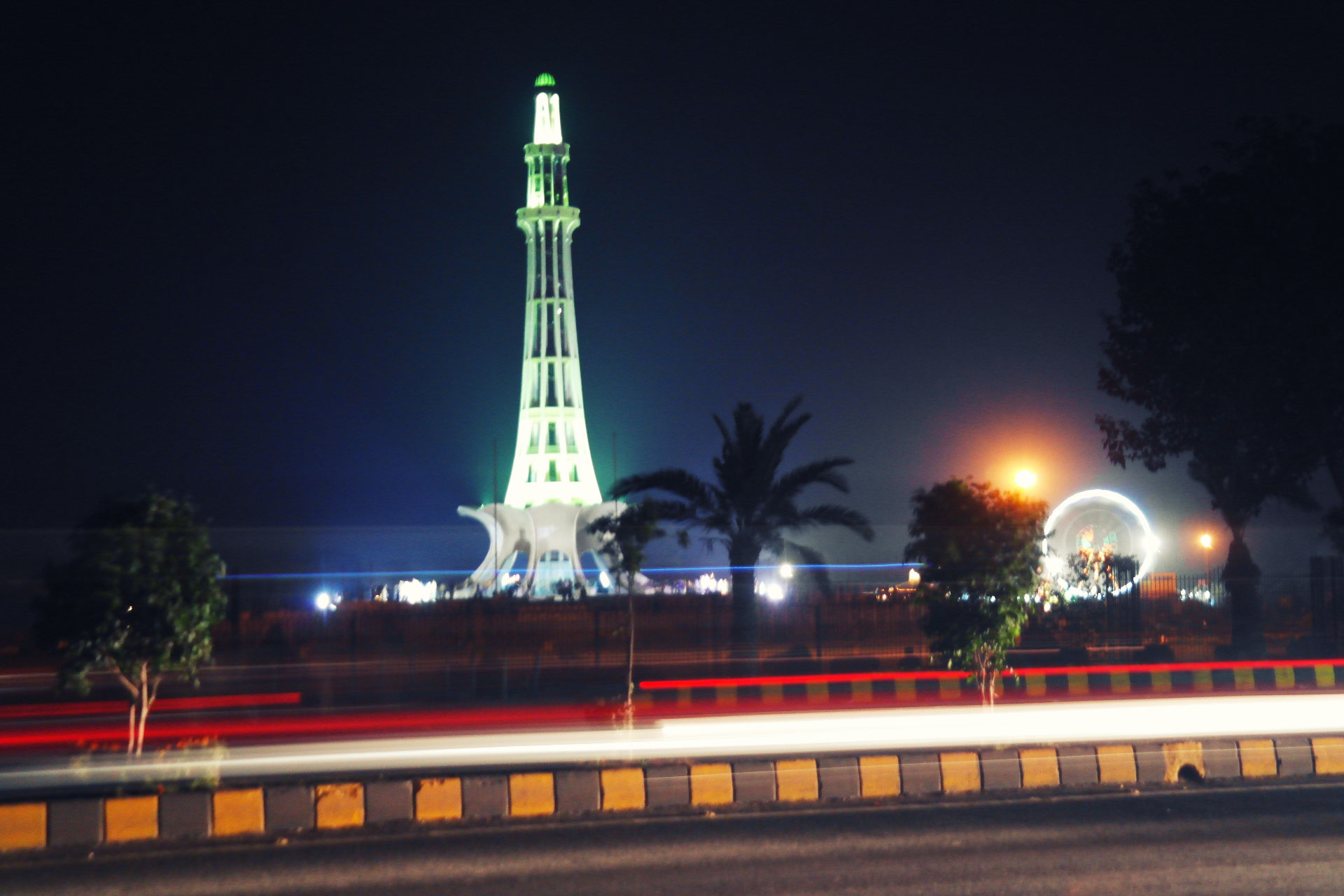
Minar-e-Pakistan